# Tom Petty and the Heartbreakers
Tom Petty and the Heartbreakers – amerykańska grupa rockowa powstała w 1975 roku. Przez niektórych, choć nie do końca słusznie, uważana za solowe przedsięwzięcie jej lidera Toma Petty’ego.
Grupa zawiązała się, gdy Petty związany był kontraktem z wydawnictwem, przyjęła więc jego imię, by tenże kontrakt objął i ją. Okresem największej popularności grupy były lata osiemdziesiąte XX wieku, kiedy to sama grupa jak i jej lider zaliczani byli do czołówki amerykańskiego rocka. Choć w muzyce grupy słychać pewne wpływy modnej ówcześnie nowej fali, czerpała ona inspiracje z amerykańskiego hard rocka, południowego rocka i folk rocka. Wśród tych, którzy inspirowali grupę, najczęściej wymienia się Boba Dylana, Bruce’a Springsteena, a przede wszystkim grupę The Byrds, której wielkim fanem był Tom Petty. Największymi przebojami grupy są Breakdown, American Girl, I Need to Know, Listen to Her Heart, Refugee, Even the Losers, Don’t Do Me Like That, Here Comes My Girl, Don’t Come Around Here No More, Mary Jane’s Last Dance i wiele innych.
W 2002 r. grupa Tom Petty and the Heartbreakers została wprowadzona do Rock and Roll Hall of Fame.

## Muzycy

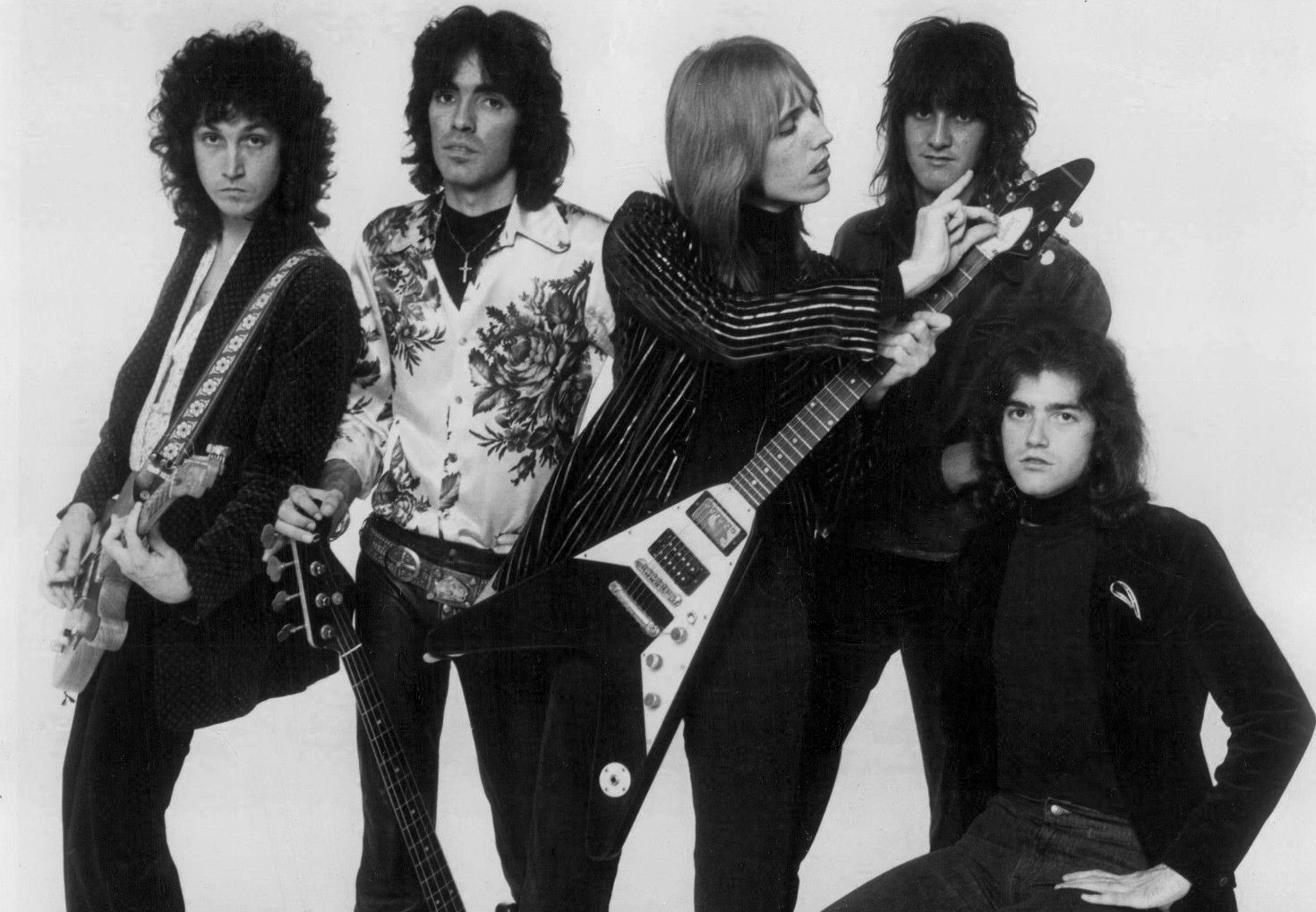
Grupa w 1977 r.

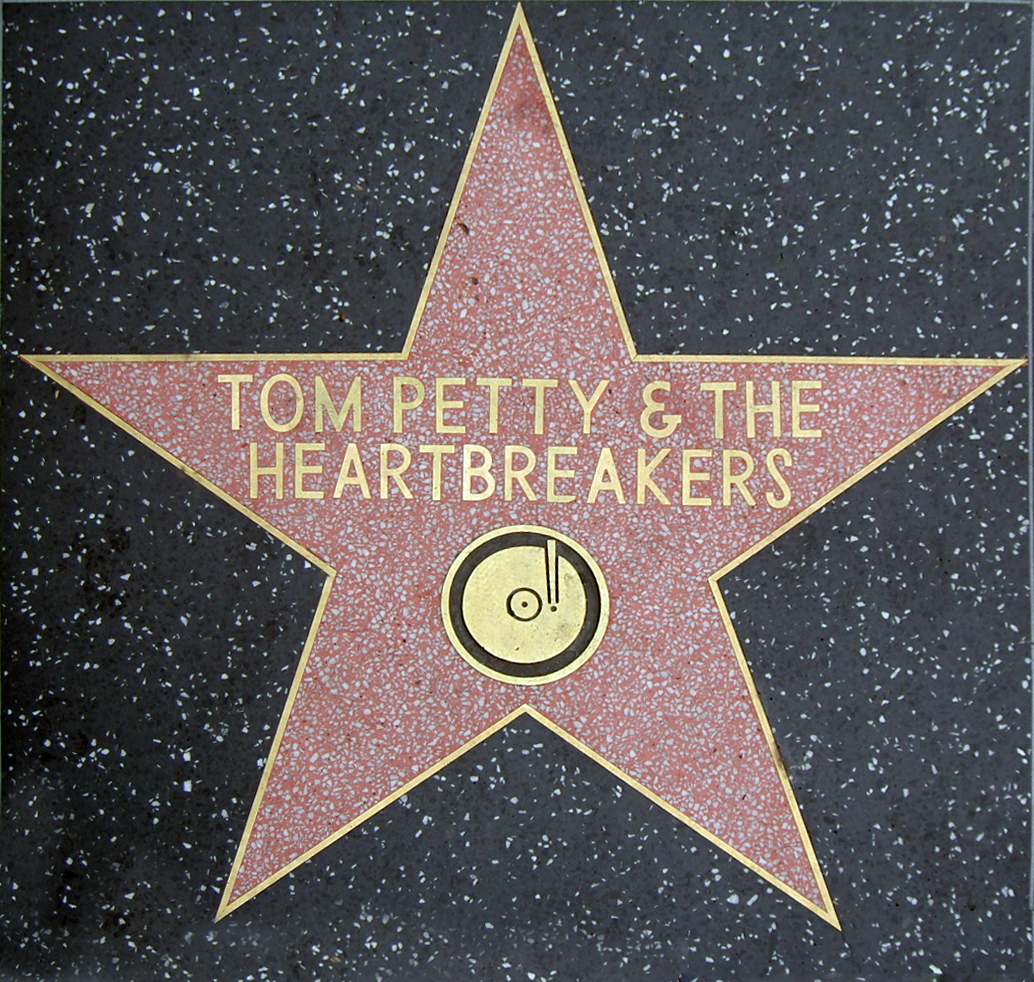
Gwiazda zespołu na Hollywood Walk of Fame.

### Aktualni członkowie
- Mike Campbell (od 1976) – gitara
- Benmont Tench (od 1976) – instrumenty klawiszowe
- Scott Thurston (od 1991) – gitara rytmiczna, harmonijka, perkusja, pianino
- Steve Ferrone (od 1994) – perkusja
- Ron Blair (1976–1982, od 2002) – gitara basowa

### Byli członkowie
- Tom Petty (1976–2017; zmarły) – wokal, gitara, harmonijka
- Stan Lynch – perkusja (1976–1994)
- Howie Epstein – mandolina (1982–2002; zmarły)

## Dyskografia
Źródło.
1976 Tom Petty & The Heartbreakers
1978 You're Gonna Get It
1979 Damn The Torpedoes
1981 Hard Promises
1982 Long After Dark
1985 Southern Accents
1986 Pack Up The Plantation: Live!
1987 Let Me Up (I've Had Enough)
1991 Into The Great Wide Open
1993 Greatest Hits
1995 “Playback”
1996 Songs And Music From The Motion Picture “She's The One”
1999 Echo
2000 Anthology: Through The Years
2002 The Last DJ
2007 Runnin’ Down A Dream: Tom Petty and the Heartbreakers A Film by Peter Bogdanovich
2010 Mojo
2014 Hypnotic Eye

### Single na „Liście Przebojów Trójki”
| Rok  | Tytuł                    | Najwyższa pozycja | liczba tygodni |
| ---- | ------------------------ | ----------------- | -------------- |
| 1987 | Jammin' Me               | 40                | 1              |
| 1991 | Learning to Fly          | 15                | 10             |
| 1991 | Into the Great Wide Open | 17                | 7              |
| 1993 | Mary Jane’s Last Dance   | 17                | 15             |
| 1994 | Something in the Air     | 35                | 7              |